# Yoshie Takeshita
Yoshie Takeshita (jap. 竹下 佳江, Takeshita Yoshie; * 18. März 1978 in Kitakyūshū) ist eine japanische Volleyballspielerin. Sie nahm an drei Olympischen Spielen teil und gewann 2012 die Bronzemedaille.

## Karriere
Takeshita begann ihre Karriere an der Shiranuijoshi High School. 1995 gewann sie mit dem japanischen Nachwuchs die Junioren-Weltmeisterschaft. Ein Jahr später kam sie zu NEC Red Rockets. 1997 wurde sie mit ihrem Verein japanischer Meister. Außerdem debütierte die Zuspielerin in der japanischen Nationalmannschaft, mit der sie 1997 und 1999 jeweils den dritten Platz in der Asienmeisterschaft erreichte. 2000 gewann sie erneut den nationalen Meistertitel. Nach der Vizemeisterschaft 2002 wechselte Takeshita zu ihrem heutigen Verein JT Marvelous. Im folgenden Jahr wurde sie mit Japan Zweiter der Asienmeisterschaft. 2004 nahm sie an den Olympischen Spielen in Athen teil und erreichte mit dem Einzug ins Viertelfinale den fünften Platz. Bei der Asienmeisterschaft 2005 folgte ein dritter Rang für Japan. Die Weltmeisterschaft 2006 im eigenen Land beendeten die Japanerinnen als Sechster. Takeshita erhielt dabei individuelle Auszeichnungen als wertvollste Spielerin (MVP) und beste Zuspielerin des Turniers. 2007 gewann sie nach dem zweiten Rang in der Liga mit der Nationalmannschaft die Asienmeisterschaft. 2008 spielte sie in Peking zum zweiten Mal beim olympischen Turnier und wurde erneut Fünfte. Bei der Asienmeisterschaft 2009 kam Japan ebenso auf den dritten Platz wie ein Jahr später bei der Volleyball-Weltmeisterschaft der Frauen 2010. 2011 wurde Takeshita nach dem zweiten Platz in der vorherigen Saison mit JT Marvelous wieder japanischer Meister. Japan wurde im gleichen Jahr Vizemeister in Asien. 2012 nahm Takeshita in London zum dritten Mal an den Olympischen Spielen teil und gewann diesmal die Bronzemedaille.